# Habenaria floribunda
Habenaria floribunda är en orkidéart som beskrevs av John Lindley. Habenaria floribunda ingår i släktet Habenaria och familjen orkidéer. Inga underarter finns listade i Catalogue of Life.